# Sörbytjärnen, Hälsingland
Sörbytjärnen är en sjö i Nordanstigs kommun i Hälsingland och ingår i Harmångersån-Delångersåns kustområde. Sjöns area är 0,027 kvadratkilometer och den befinner sig 74,6 meter över havet.